# Sanremo Giovani 1998
La sesta edizione televisiva del concorso Sanremo Giovani, intitolata Sanremo famosi, si è svolta al Teatro Ariston di Sanremo l'11 novembre 1998, presentata dal cantante Max Pezzali e dalla showgirl Alessia Merz.

## Classifica, canzoni e cantanti
1. Daniele Groff - Daisy
2. Leda Battisti - L'acqua al deserto
3. Arianna - Ritorna
4. Elena Cataneo - Maledetta primavera
5. Francesca Chiara - Streghe
6. Dr. Livingstone - Oggi
7. Allegra - Devi stare attenta
8. Alex Britti - Solo una volta (o tutta la vita)
9. Filippa Giordano - Vissi d'arte, vissi d'amore
10. Max Gazzè - La favola di Adamo ed Eva
11. Quintorigo - Kristo sì
12. Soerba - I Am Happy
13. Boris - Knock Down
14. Irene Lamedica - 7 giorni su 7

## Regolamento
Il concorso presenta alcune novità rispetto alle precedenti edizioni: non ci sono eliminazioni, nonostante la classifica della serata stilata tramite televoto tutti i 14 cantanti partecipanti, fra cui i tre nomi selezionati dall'Accademia della Canzone di Sanremo, accedono di diritto alla sezione "Giovani" del Festival di Sanremo 1999.

## Orchestra
I cantanti sono accompagnati dall'orchestra della Rai diretta dal maestro Gianfranco Lombardi.

## Ospiti
- Ultra
- Cleopatra[2]

## Ascolti
| Messa in onda    | Telespettatori | Share  |
| ---------------- | -------------- | ------ |
| 11 novembre 1998 | 3.962.000      | 14,43% |